# Walter Plunkett
Walter Plunkett (Oakland, Estats Units 1902 - Santa Monica 1982) fou un dissenyador de roba estatunidenc de pel·lícules, guanyador d'un premi Oscar i un dels més importants de la història del cinema.

## Biografia
Va néixer el 5 de juny de 1902 a la ciutat d'Oakland, població situada a l'estat de Califòrnia.
Va morir el 8 de març de 1982 a la seva residència de Santa Monica, població situada també a Califòrnia.

## Carrera artística
Estudià a la Universitat de Califòrnia, on començà la seva afició pel teatre. El 1923 es traslladà a la ciutat de Nova York, on començà a treballa d'actor i escenògraf, però ràpidament retornà a Hollywood per treballar d'extra en algunes pel·lícules com a The Merry Widow dirigida per Erich von Stroheim.
El 1927 començà la seva trajectòria com a dissenyador de vestuari per a la productora RKO. Al llarg de la seva carrera participà en més de 150 pel·lícules. Els seus dissenys més recordats són els realitzats per a la pel·lícula Allò que el vent s'endugué (1939) de Victor Fleming.

## Premis i nominacions

### Premis Oscar
| Any  | Categoria                               | Pel·lícula                                                  | Resultat  |
| ---- | --------------------------------------- | ----------------------------------------------------------- | --------- |
| 1950 | Millor vestuari - color                 | That Forsyte Woman juntament amb Arlington Valles           | Nominat   |
| 1950 | Millor vestuari - blanc i negre         | The Magnificent Yankee                                      | Nominat   |
| 1951 | Millor vestuari - color                 | Un americà a París juntament amb Orry-Kelly i Irene Sharaff | Guanyador |
| 1951 | Millor vestuari - blanc i negre         | Kind Lady juntament amb Gile Steele                         | Nominat   |
| 1953 | Millor vestuari - color                 | La reina verge                                              | Nominat   |
| 1953 | Millor vestuari - blanc i negre         | The Actress                                                 | Nominat   |
| 1957 | Millor vestuari                         | L'arbre de la vida                                          | Nominat   |
| 1958 | Millor vestuari - blanc i negre o color | Com un torrent                                              | Nominat   |
| 1961 | Millor vestuari - color                 | Un gàngster per a un miracle juntament amb Edith Head       | Nominat   |
| 1963 | Millor vestuari - color                 | La conquesta de l'Oest                                      | Nominat   |